# Fontaine-la-Louvet
Fontaine-la-Louvet település Franciaországban, Eure megyében. Lakosainak száma 338 fő (2022. január 1.). Fontaine-la-Louvet L’Hôtellerie, Bailleul-la-Vallée, Barville, Drucourt, Duranville, Piencourt, Les Places és Saint-Aubin-de-Scellon községekkel határos.

## Népesség
A település népességének változása:
| Lakosok száma | 340  | 261  | 261  | 295  | 339  | 344  | 332  | 328  | 328  | 338  |
|               | 1968 | 1982 | 1990 | 2006 | 2013 | 2015 | 2017 | 2019 | 2020 | 2022 |